# Eleanor & Park
Eleanor y Park es una novela escrita por Rainbow Rowell perteneciente a la literatura juvenil, que fue por primera vez publicada en febrero de 2013. La historia se sitúa en los años 80, y gira en torno a la relación que surge entre dos compañeros de colegio, Eleanor Douglas y Park Sheridan, en la localidad norteamericana de Omaha, Nebraska.

## Sinopsis
Ambientada en 1986, relata la historia de dos personajes adolescentes: Park Sheridan, un introvertido chico estadounidense mestizo de ascendencia coreana e irlandés-americana; y Eleanor Douglas, una chica de cabello rojo, tímida y solitaria, que llega, a través de una mudanza, al instituto donde estudia Park. El relato va narrando como estos dos chicos se encuentran de manera casual y como, poco a poco, va surgiendo una relación de carácter más íntimo y trascendente para sus cortas vidas, compartiendo gustos y aficiones y descubriendo valores tales como la amistad, la compañía, el afecto o la llegada del primer amor.

## Tema
La novela habla sobre temas que afectan a las familias y también a los jóvenes, como el maltrato infantil, la violencia doméstica, el racismo, el bullying o la autoestima ante la imagen corporal, pero sobre todo los distintos problemas del amor juvenil.

## Recepción de la crítica
La recepción crítica del libro ha sido en su mayoría positiva. La novela ha recibido muchos honores y se ha colocado en varias listas anuales de mejores libros de distintos medios especializados. Kirkus Reviews dice sobre la obra: "Es divertida, esperanzadora, inspiradora, sexy y lacrimógena, esta historia de amor cautivará a los lectores adolescentes y adultos por igual". En una reseña del libro para The New York Times, el autor John Green dijo sobre Eleanor & Park: "me recuerda no solo lo que es ser joven y lo que es estar enamorado de una chica, sino también lo que es ser joven y estar enamorado de un libro".
You Haven Seven Messages, expresó: "En este curioso y sorprendente acercamiento al amor entre dos outsiders, Rowell nos muestra la belleza de lo rasgado".